# Through the Glass
Through the Glass è l'EP di debutto del gruppo musicale australiano Atlas Genius, pubblicato il 12 giugno 2012 dalla Warner Bros. Records.
Contiene il singolo d'esordio degli Atlas Genius, Trojans (ripubblicato come singolo dalla Warner Bros. nel maggio 2012), e due brani inediti. Tutti e tre verranno successivamente inseriti nel primo album del gruppo, When It Was Now.

## Tracce
1. Trojans – 3:36
2. Back Seat – 3:05
3. Symptoms – 3:19
4. Trojans (Crown City Acoustic) – 3:35

## Formazione
- Keith Jeffery – voce, chitarra
- Michael Jeffery – batteria, percussioni
- Steven Jeffery – basso
- Darren Sell – tastiera